# Verna Erikson
Pour les articles homonymes, voir Erikson.
Verna Erikson, née le 11 avril 1893 et morte le 16 octobre 1918, est une activiste finlandaise, icône de la garde blanche durant la guerre civile finlandaise.

## Biographie
Verna Erikson est étudiante à l'université d'Helsinki lorsqu'elle s'engage avec la garde blanche dans la guerre civile finlandaise.
En 1918, Verna Erikson ainsi que sa camarade de classe Salme Setälä (plus tard architecte) sont décorées de l'ordre de la Croix de la Liberté, créée la même année à l'initiative du général Carl Gustaf Emil Mannerheim,.
Toujours en 1918, Verna Erikson meurt d'un cancer. Malgré l'apparition de douleurs sous les bras, elle ne consulte pas de médecin et on lui découvre tardivement un sarcome avancé. Elle est enterrée au cimetière d'Hietaniemi en Finlande.
La guerre civile finlandaise prend fin en 1918 avec une victoire des Blancs sur les Rouges, aidés par les Allemands.